# Acroceras zizanioides
Acroceras zizanioides är en gräsart som först beskrevs av Humb., Bonpl. och Carl Sigismund Kunth, och fick sitt nu gällande namn av James Edgar Dandy. Acroceras zizanioides ingår i släktet Acroceras och familjen gräs. Inga underarter finns listade i Catalogue of Life.